# Nitty Kutchie
Nitty Kutchie (* 12. Februar 1970 als Andrew Reid in Westmoreland, Jamaika) ist ein jamaikanischer Dancehall-Singjay. Er ist vor allem bekannt als Mitglied der ehemaligen Dancehall-Kombo Scare Dem Crew.

## Biografie
Andrew Reid wurde 1970 in einer kleinen Ortschaft im jamaikanischen Parish Westmoreland geboren. Seine Eltern Gloria Gordon und Oaney Reid waren einfache Landarbeiter. In seiner Jugend trennten sich seine Eltern und er zog mit seiner Mutter, seiner älteren Schwester und seinem mittlerweile verstorbenen jüngeren Bruder in die Hauptstadt Kingston, in das Stadtviertel Seaview Gardens.
Nitty Kutchie hat schon als Jugendlicher in verschiedenen Soundsystems als Singjay mitgewirkt. Entdeckt wurde er jedoch Anfang der 1990er Jahre von dem jamaikanischen Deejay Bounty Killer, der ihn in seiner Anfangszeit stark förderte. Nach mehreren Aufnahmen mit verschiedenen Newcomern erschien 1993 der erste Song, mit dem Namen Georgie Porgie, in Zusammenarbeit mit dem Singjay Angel Doolas und Bounty Killer. Die Single wurde auf dem Label Kingston 11 veröffentlicht. Anfang 1994 erschien dann die zweite Single, auf demselben Label und derselben Unterstützung, mit dem Namen Go Away. Daraufhin veröffentlichten Doolas und Kutchie ohne ihren Mentor den Song Reggae Jam der auf dem Label Jammy’s. In dieser Zeit hatte Kutchie bei jedem Auftritt von Bounty Killer einen eigenen Gesangspart.
Nachdem Kutchie zusammen mit dem Deejay Determine den Song Unconditional Love auf dem Label Imaj herausbrachte, suchte Bounty Killer nach vier jungen, männlichen, individuellen Deejays für eine Dancehall-Formation. Nitty Kutchie kam mit dem Deejays Elephant Man, Harry Toddler und Boom Dandimite zusammen. Der erste Name der Band lautete Seaview Familie. Den Namen haben sie gewählt da alle aus den Kingstoner Stadtviertel Seaview Gardens stammen. Die erste Single erschien 1995 auf dem jamaikanischen Label Ghetto Vibes und trug den Namen Fight War. Die Band wurde bald im gesamten karibischen Raum populär und nach dem großen Erfolg der Single Big Guns Scare Dem ihres Mentors Bounty Killer änderten sie ihren Namen um in Scare Dem Crew. Während seiner Zeit in der Band veröffentlichte Nitty Kutchie 1997 auch seine erste Single als Solokünstler. Der Song mit dem Namen Gal Scream erschien auf dem Label Main Street. Ein Jahr darauf erschienen weitere Soloveröffentlichungen. Auch mit anderen Künstlern besang er verschiedene Riddims. Nachdem Elephant Man 1999 die Band nach Streitigkeiten verlassen hatte, wurde die Scare Dem Crew nach zwei erfolgreichen Alben- und mehreren Single-Veröffentlichungen aufgelöst. Daraufhin widmete sich Kutchie ganz seiner Solokarriere. Nachdem er schon durch die Scare Dem Crew international bekannt war, erschien im Jahr 2001 die erste Single auf einem europäischen Label. Der Song Do Or Die wurde von Bakchich aus Frankreich veröffentlicht. Im Jahre 2005 brachte das Label Flava Squad Entertainment mit Jah Deliver Me das erste Album heraus.

## Privates
Andrew Reid ist privat ein sehr gläubiger Mensch der sich viel für seine Kirchengemeinschaft einsetzt. Er hat zwei Söhne mit dem Namen Kevin und Taju Reid. Er lebt mit seiner Familie in Portmore, Jamaika und hat einen Wohnsitz in Orlando, im US-Bundesstaat Florida.

## Diskografie

### Alben
- 2005 - Jah Deliver Me - Flava Squad Entertainment

### Singles Dubplates
| - 1997 - Gal Scream - Main Street - 1998 - Happy Go Lucky Girl - Studio 2000 - 1998 - More Dem Fight We - Digital B - 1998 - Love Me Down - Pot Of Gold - 1999 - Bad Man - Pot Of Gold - 1999 - Love Me Tender - Pot Of Gold - 1999 - Chronic - WWS (World Wide Success) - 1999 - Cool And Easy - WWS (World Wide Success) - 1999 - Everywhere I Go - AR Records - 1999 - Get With It Baby - X Con Entertainment - 1999 - Talk One Time - White Label - 2000 - Have You Seen Her - True Blue - 2000 - God Bless - Black Shadow Records - 2000 - How Deep - Way Out Records - 2000 - Love Is A Gamble - Shines Production - 2000 - Nah Play Friendly - Reggae Vibes - 2000 - How Them Gonna Stop Me - Annex - 2000 - How We Roll - Mixing Lab - 2000 - Shorty - Déjà Vu - 2000 - Stop Chat - I & I Foundation - 2000 - Thug Life - Opera House - 2000 - Tonight - Pown Daddy - 2001 - Fabulous - Creation Star Music - 2001 - Cha La La - In The Streetz - 2001 - Do Or Die - Bakchich - 2001 - Don't Wanna Pressure You - Double Ugly - 2001 - Drifter - Pot Of Gold - 2001 - Fiesta - Hands & Heart | - 2001 - If Yuh Dis Wi - Nipples - 2001 - Lethal Weapon - Common Sense - 2001 - Spread Love Around - Fire House - 2001 - Thugs - Butler Brothers - 2002 - Don't Wanna Pressure You - Down Sound Records - 2002 - Girls Dem Rule - Fire House - 2002 - Skin Fi Bun - Hall Productions - 2002 - Watch Out - White Label - 2002 - Wise Up - Mr Luxury Music - 2003 - Got To Be Strong - Hi Score - 2003 - Tug Fi Life - Ino Ino Records - 2004 - Nah Leave Jah - Safire Music - 2005 - Let Me Love You - Stone Love - 2005 - Ghetto - Flava Squad Entertainment - 2005 - Jah Deliver Me - Flava Squad Entertainment - 2005 - Just Love - True Friends - 2005 - More Them Fight - Flava Squad Entertainment - 2005 - My Favorite Girl - White Label - 2006 - Informer & Spies - John John Records - 2006 - Love Me Or Leave Me - Fashozy - 2006 - Real Love - Militant Muzik - 2006 - War Is Not The Answer - Camp Fire - 2006 - Who Start The War - SSMG - 2007 - Sha La La - Thirty Six Degrees - 2007 - Buss Off Yuh Face - Kalashnikov Records - 2008 - Bad Man Sound - Wings International - 2011 - The Stars - Flava Squad Entertainment - 2011 - Trust God - D&H Subkonshus |

### Zusammenarbeit mit anderen Künstlern
| - 1993 - Georgie Porgie (feat. Bounty Killer & Angel Doolas) - Kingston 11 - 1994 - Go Away (feat. Bounty Killer & Angel Doolas) - Kingston 11 - 1994 - Reggae Jam (feat. Angel Doolas) - Jammy's - 1995 - Unconditional Love (feat. Determine) - Imaj - 1996 - You've Got Me Waiting (feat. Bounty Killer & Angel Doolas) - Kingston 11 - 1997 - Kill A Sound (feat. Round Head & General B.) - Kingston 11 - 1998 - My Way (feat. Buccaneer) - Opera House - 1998 - You Will Never Find Me (feat. Future Trouble) - Nine Life Ent - 1999 - I Still Love You (feat. Future Trouble) - Fat Eyes Records - 2000 - Peace Cry (feat. Bounty Killer) - Pot Of Gold - 2000 - Secret (feat. Bounty Killer) - Pot Of Gold - 2000 - Seek (feat. Captain Barkey) - Greensleeves Records - 2000 - Speedy Love (feat. Hawkeye) - Cartel Family - 2000 - Girls All Pause (feat. School Boys) - Nuwave - 2000 - Devil Flex (feat. Mr. Steve) - Q 45 - 2001 - Old Iron (feat. Michigan & Mr. Steve) - Creation Star Music | - 2001 - Light Them Up (feat. Louie Culture) - Creation Star Music - 2001 - Silent River (feat. Mr. Steve) - Hot-A-Tac - 2002 - Who You Are (feat. Future Trouble) - Selah - 2002 - Humble Yuh Self (feat. Lukie D.) - Annex - 2002 - Love (feat. Lukie D.) - Mac Dada - 2003 - Many Men (feat. Bounty Killer) - Annex - 2003 - Dance Hall Hot Again (feat. Round Head) - Creation Star Music - 2003 - I Don't Know (feat. Tony Curtis) - Diamond Rush - 2004 - Chuckie Boo (feat. Lukie D.) - Sun Moon Stars - 2005 - Let Me Love You (feat. Anthony B.) - Adijahiem - 2005 - Know Di Prang (feat. Earthworm) - Mo Fire - 2006 - Loyal Soldier (feat. Delly Ranks) - Big Ship Recordings - 2006 - Weak Gangsta (feat. Ninja Ford) - Blaque Warriahz Muzik - 2006 - High Grade Every Day (feat. Round Head) - Pure Music - 2007 - Run Di Place (feat. Bling Dawg) - Mo Music - 2008 - Bad Man Sound (feat. Bounty Killer) - Wings International |